# أوفيليا ميدينا
أوفيليا ميدينا (بالإسبانية: Ofelia Medina)‏ هي مغنية ومخرجة وممثلة مكسيكية، ولدت في 4 مارس 1950 بماردة في المكسيك. من الجوائز التي نالتها جائزة أرييل لأفضل ممثلة ‏ سنة 1985.

## أعمال

### أفلام
- (2011) كولومبيانا[6][7]

## جوائز وترشيحات
جوائز
- جائزة أرييل لأفضل ممثلة [الإنجليزية]‏ (1985)

ترشيحات
- جائزة أرييل لأفضل ممثلة [الإنجليزية]‏ (1974)

## وصلات خارجية
- أوفيليا ميدينا على موقع IMDb (الإنجليزية)
- أوفيليا ميدينا على موقع ألو سيني (الفرنسية)
- أوفيليا ميدينا على موقع أول موفي (الإنجليزية)
- أوفيليا ميدينا على موقع قاعدة بيانات الأفلام السويدية (السويدية)
- أوفيليا ميدينا على موقع ديسكوغز (الإنجليزية)
- أوفيليا ميدينا على موقع قاعدة بيانات الفيلم (الإنجليزية)
- أوفيليا ميدينا على موقع كينوبويسك (الروسية)